# Hans Meiser (Bischof)

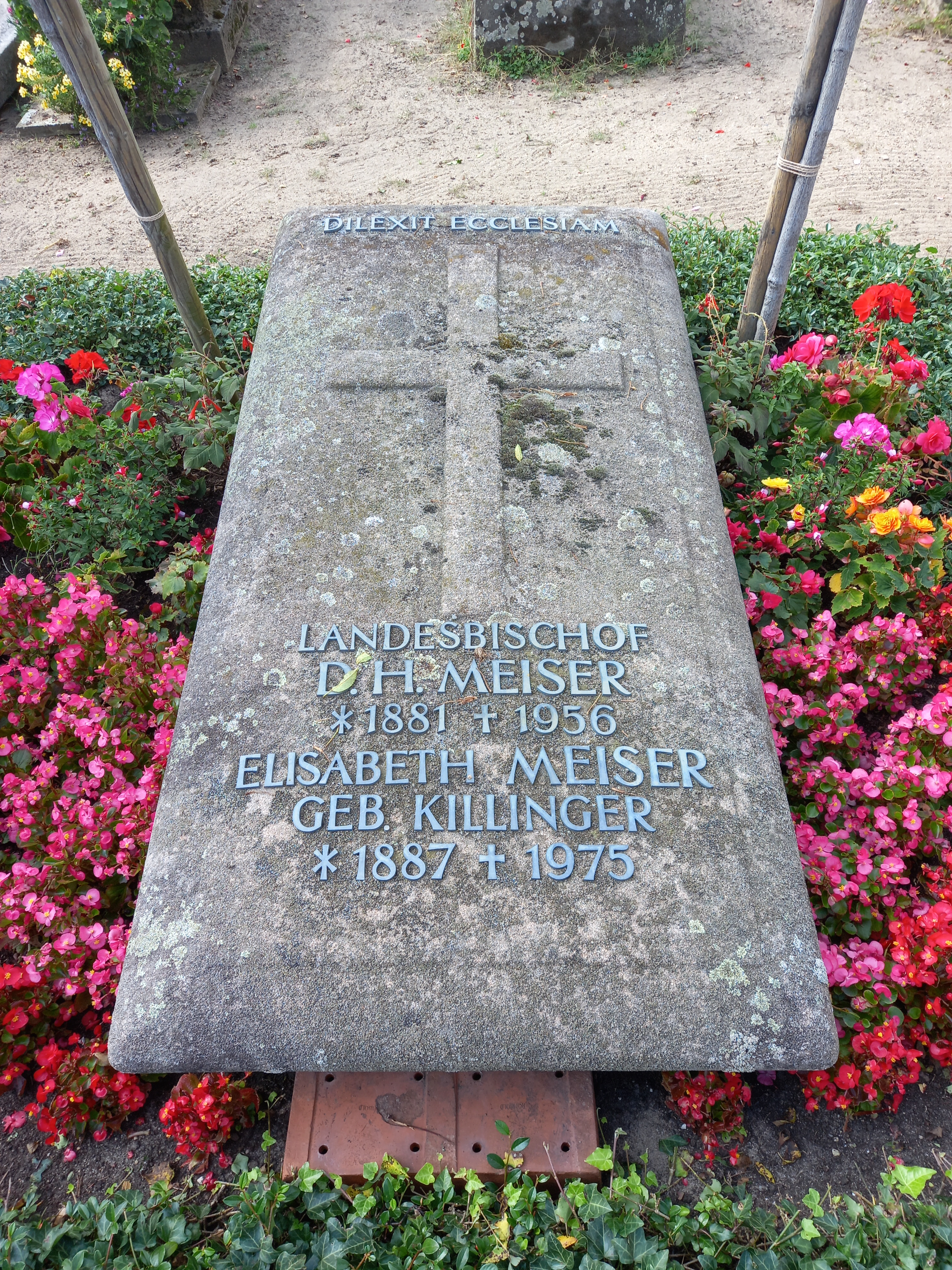
Das Grab von Hans Meiser und seiner Ehefrau Elisabeth geborene Killinger auf dem Johannisfriedhof (Nürnberg)

Hans Meiser (* 16. Februar 1881 in Nürnberg; † 8. Juni 1956 in München) war deutscher evangelischer Theologe, Pfarrer und von 1933 bis 1955 erster Landesbischof der Evangelisch-Lutherischen Kirche in Bayern.
Heute ist die politische Haltung Meisers in der Zeit zwischen 1933 und 1945 Gegenstand intensiver erinnerungskultureller und wissenschaftlicher Debatten. Im Bestreben, die Unabhängigkeit seiner Landeskirche zu erhalten, schloss Meiser zahlreiche Kompromisse mit dem NS-Staat. Auch Meisers Haltung zum Judentum ist im Lichte des heutigen Wissens über die Shoah umstritten.
Meiser setzte sich theologisch in der Tradition Wilhelm Löhes für eine Kirche mit einem klaren lutherischen Bekenntnis ein. Anders als bekannte bayerische Theologieprofessoren wie Werner Elert, Paul Althaus oder Hermann Sasse erkannte Meiser ausdrücklich die Barmer Theologische Erklärung an und suchte hier die Verbindung mit Unierten und Reformierten. Seine konfessionalistische Ausrichtung schied ihn von Martin Niemöller.

## Leben

### Kindheit, Schule und Universität (1881–1904)
Meiser war Sohn der Kaufmannspaares Georg und Betty Meiser. Er besuchte in seiner Geburtsstadt das Melanchthon-Gymnasium und erwarb als Erster seiner Familie eine humanistische Bildung. Nach einem einjährigen Studium an der philosophischen Fakultät der Universität München, in dem Meiser vor allem Volkswirtschaftslehre hörte, begann er das Studium der Evangelischen Theologie in Erlangen, wechselte dann nach Berlin und schließlich nach Halle.

### Vikariat, Kriegsdienst und Pfarramt (1904–1922)

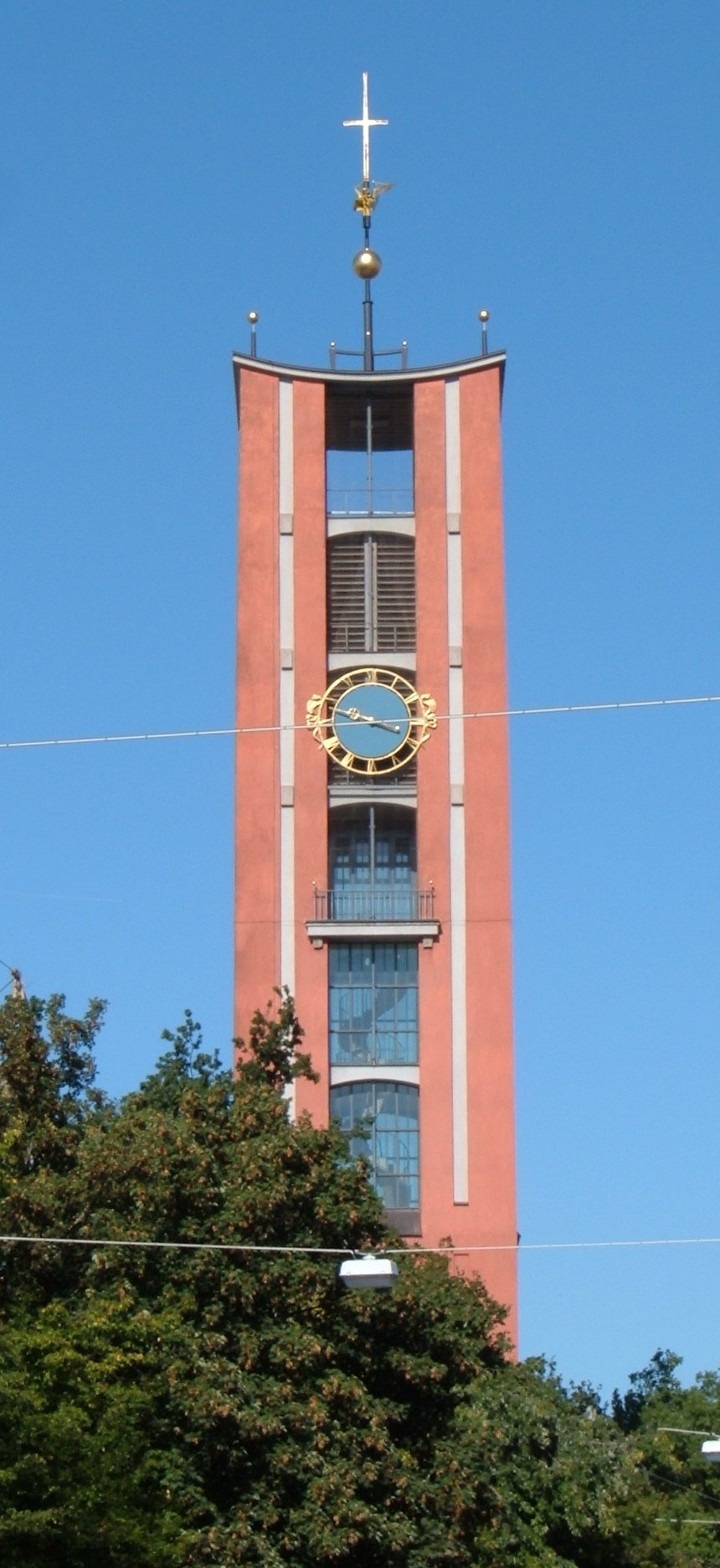
1955 entstandener Neubau der Münchner Matthäuskirche, deren Vorgängerbau 1938 auf Befehl Hitlers abgerissen wurde

Auf die theologische Aufnahmeprüfung im Jahr 1904 folgte der Dienst als Einjähriger beim 14. Infanterieregiment in Nürnberg, den er als Unteroffizier abschloss.
Am 12. Dezember 1905 wurde Meiser in der Bayreuther Spitalkirche ordiniert. Er trat seinen Dienst zunächst als Privatvikar in Weiden an, wechselte ab 1908 als exponierter Vikar nach Haßfurt und war schließlich ab 1909 Stadtvikar in Würzburg. Das zweite Examen legte er 1909 ab. Im Frühjahr 1911 wurde er Vereinsgeistlicher des Landesvereins für Innere Mission. Im Sommer des gleichen Jahres, am 22. Juli 1911, heiratete er Elisabeth Killinger, mit der er vier Kinder hatte. In Nürnberg erlebte er die Auseinandersetzungen zwischen den Vertretern des freien Protestantismus (Christian Geyer, Friedrich Rittelmeyer) und den eher bekenntnisgebundenen Lutheranern der Stadt, ohne hier jedoch selbst engagiert zu sein. Meiser war Schriftleiter der Blätter für Innere Mission, baute 1912 die Evangelische Pressestelle auf und organisierte Versammlungen gegen die Kirchenaustrittsbewegung. Zu Beginn des Ersten Weltkriegs als Sanitätsunteroffizier einberufen, war Meiser ab Oktober 1914 als Feldgeistlicher beim 1. Feldlazarett des III. bayerischen Armeekorps an der Westfront in Frankreich. Im Januar 1915 wurde er aus dem Militärdienst entlassen und übernahm die 3. Pfarrstelle an St. Matthäus in München. Er gründete dort die Evangelische Jugendhilfe und stand seit 1917 zudem der Münchener Diakonissenanstalt vor.
Nach dem Ende der Monarchie in Bayern suchte Meiser das Gespräch mit der Revolutionsregierung über die kirchliche Lage. Nachdem kurz vor Ostern 1919 die Räterepublik in München ausgerufen worden war, kam es bald zu Festnahmen. Am Dienstagmorgen nach dem Osterfest des Jahres 1919 wurde Meiser von Rotgardisten aus dem Bett gerissen, festgenommen und mit anderen Gefangen als Geisel genommen. Durch die Vermittlung einer Diakonisse und durch die Frau des Anführers der Verhaftungstruppe wurde Meiser freigelassen. Die Mehrheit der übrigen Gefangenen wurde acht Tage später im Luitpoldgymnasium ermordet. 1920 wurde Meiser Pfarrer in München-Sendling, zugleich auch Mitglied der bayerischen verfassunggebenden Generalsynode und Mitglied des Landessynodalausschusses (1920–1922). Bereits damals forderte er die Einrichtung eines Bischofsamtes in der Kirche.

### Seminardirektor und Oberkirchenrat (1922–1933)
1922 kehrte Meiser als Mitbegründer und erster Direktor des neuen Predigerseminars nach Nürnberg zurück und gründete die „Sammelstelle für landeskirchliches Schrifttum“. Als Direktor des Predigerseminars war er für die Pfarrerausbildung in Bayern verantwortlich. Er setzte sich für eine bekenntnisgebundene und soziale Kirche ein. Mit den Seminaristen besuchte Meiser jedes Jahr eine der großen Fabriken Nürnbergs. 1928 übernahm Meiser als Oberkirchenrat im Landeskirchenrat kirchenleitende Funktionen. Er war für das Schulwesen, die theologischen Prüfungen sowie für den Kontakt zur Inneren Mission und zu den staatlichen Behörden zuständig. 1929 wurde er Vorsitzender des Kirchlich-Sozialen Bundes in Bayern. 1931 ergänzte er die „Sammelstelle“ um ein landeskirchliches Archiv (das spätere Landeskirchliche Archiv der Evangelisch-Lutherischen Kirche in Bayern, kurz LAELKB).

### Landesbischof (1933–1945)
Am 12. April 1933 bestellte die Synode Meiser zum Stellvertreter von Kirchenpräsident Friedrich Veit. Im selben Monat trat Veit im Alter von 72 Jahren angesichts zu erwartender Auseinandersetzungen mit den Nationalsozialisten und aufgrund von Rücktrittsforderungen zurück.
Am 4. Mai 1933 wurde Meiser als damals jüngstes Mitglied des Landeskirchenrates im Evangelischen Gemeindehaus Bayreuth zum Nachfolger des 72-jährigen Kirchenpräsidenten Friedrich Veit gewählt. Am 11. Juni 1933 erfolgte in der Lorenzkirche in Nürnberg die öffentliche Amtseinführung unter starker Beteiligung von Vertretern des Staates sowie der NSDAP. Die SA kam auf eigene Initiative, um Spalier zu stehen. Er erhielt als Erster die Amtsbezeichnung Landesbischof und wurde von der Landessynode mit umfassenden Vollmachten ausgestattet.
In den ersten Monaten der NS-Herrschaft sah Meiser die Möglichkeit, das Bekenntnis des Nationalsozialismus zu einem positiven Christentum mit einer christlichen Erneuerung zu verbinden. Infolge der gewaltsamen Durchsetzung einer Reichskirche unter Reichsbischof Müller beschloss Meiser jedoch, sich als Landesbischof Bayerns gegen diese Entwicklung zu stellen. Ende Mai 1934 nahm er an der Barmer Bekenntnissynode teil und unterstützte ihre theologische Erklärung. Er ließ sich weder von den judenfeindlich orientierten Deutschen Christen noch von den völkischen Überlegungen der Erlanger Theologen Paul Althaus und Werner Elert beeindrucken (Ansbacher Ratschlag). Als am 3. September 1934 die Eingliederung der bayerischen Landeskirche in die Reichskirche verfügt wurde, stellte sich Meiser dem entgegen. Am 11. Oktober wurde er in seiner Wohnung festgenommen. Infolge ständiger Proteste evangelischer Gemeindeglieder und des innenpolitischen Kalküls Adolf Hitlers konnte Meiser nach 14 Tagen sein Bischofsamt wieder ausüben. Er suchte nun bald den Zusammenschluss mit den beiden anderen lutherischen intakten Kirchen in Deutschland, der Evangelischen Landeskirche in Württemberg und der Evangelisch-lutherischen Landeskirche Hannovers. Es entstand eine Arbeitsgemeinschaft mit den Bischöfen Theophil Wurm und August Marahrens.
Auf Meisers Anordnung hin läuteten zum Zeitpunkt der Beisetzung des am 5. März 1935 tödlich verunglückten NSDAP-Gauleiters Hans Schemm die Glocken sämtlicher evangelischer Kirchen in Bayern. Im September 1936 verordnete er den Geistlichen die Verwendung des „Hitlergrußes“. Zwei Jahre später mussten die Pfarrer einen „Führereid“ ablegen. Nach dem Überfall auf Polen ließ Meiser im Oktober 1939 eine Abkündigung verlesen, in der von „reiche[r] Ernte auf Polens Schlachtfeldern“ die Rede ist, und ließ von den Kanzeln verlesen: „Wir loben dich droben, du Lenker der Schlachten“. Der Text dieser Kanzelabkündigung stammte jedoch nicht von Meiser, sondern von der Deutschen Evangelischen Kirchenkanzlei, während Meiser „in seinen eigenen Äußerungen [...] signifikant andere Akzente als die Leitung der Reichskirche setzte.“
Im Juli 1943 protestierte der württembergische Landesbischof Theophil Wurm bei der Reichsregierung gegen die Ermordung der Juden. Dieses Schreiben wurde nach mehrmaliger Rücksprache mit Meiser und Marahrens abgefasst. Wurm schreibt in seinen Erinnerungen: „Auf einer Sitzung der Kirchenführerkonferenz im Juli in Berlin [1943] wurde angesichts des sich mehr und mehr verschärfenden Feldzugs gegen die Juden beschlossen, noch einmal bei der Reichsregierung einen kräftigen Vorstoß zu machen. Ich wurde mit der Ausführung beauftragt. Marahrens konnte sich zur Mitunterschrift nicht entschließen. Meiser wäre bereit gewesen, aber wir fanden es dann doch richtiger, das Schriftstück nur mit einer Unterschrift abgehen zu lassen.“
In dieser Zeit hoffte Meiser zunehmend auf das politische Eingreifen der Generalität gegen Hitler.

### Nachkriegszeit (1945–1955)

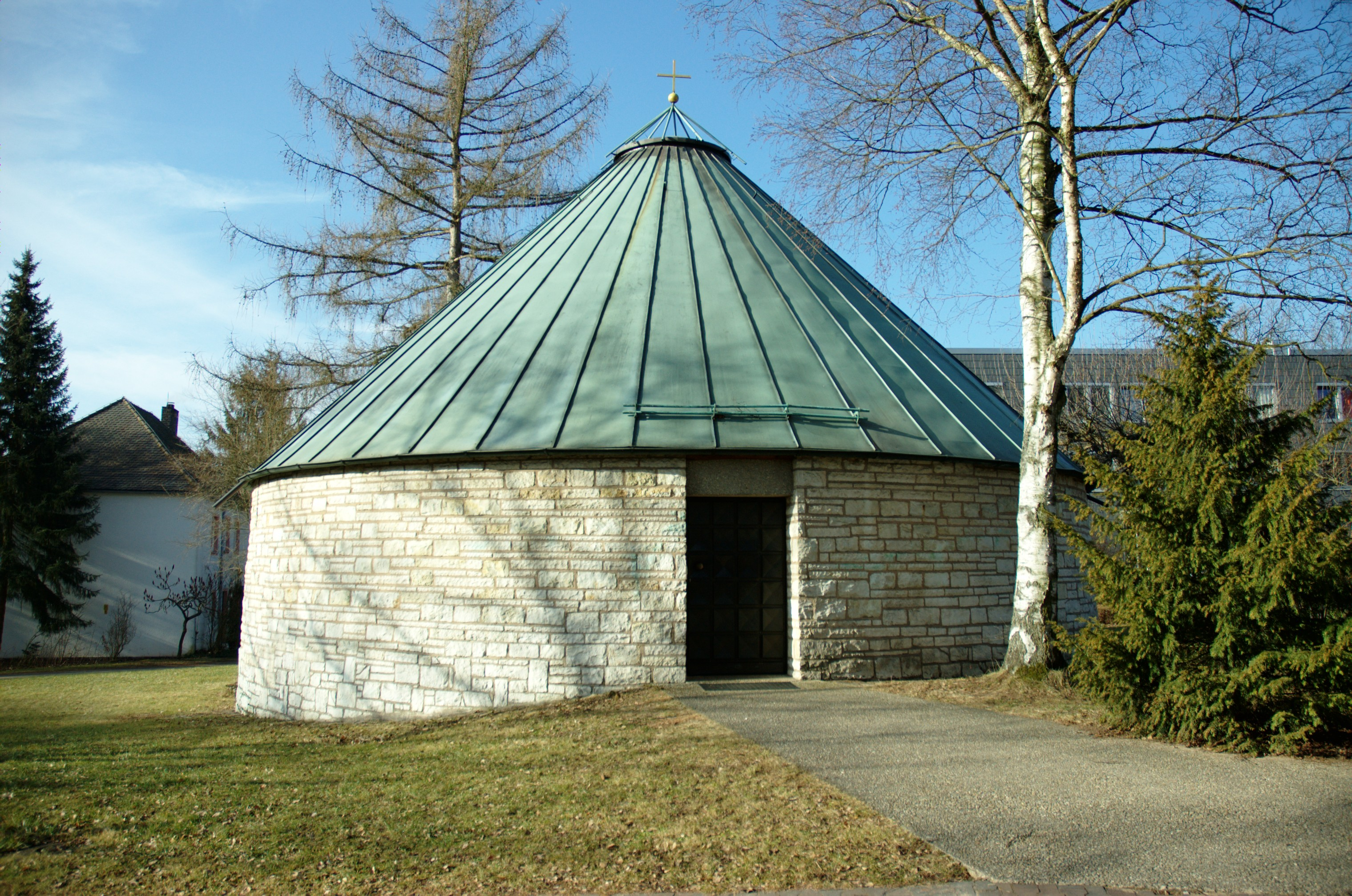
Die Augustana-Hochschule (hier: Die Kapelle)

Nach Kriegsende stellte Meiser sein Amt als Landesbischof zur Verfügung, wurde aber einstimmig wiedergewählt. Sein Hauptaugenmerk galt nun der Eingliederung der Vertriebenen und Flüchtlinge aus den ehemaligen deutschen Ostgebieten wie auch der Eingliederung der von dort vertriebenen Pfarrer in die bayerische Landeskirche und der Unterstützung der notleidenden Bevölkerung. Weil fast alle Neuankömmlinge aus der unierten preußischen Landeskirche kamen, deren Bekenntnis sich von dem lutherischen unterschied, mussten die vertriebenen Pfarrer nach lutherischer Auffassung ihre Konfession wechseln, um nach Flucht und Vertreibung in der evangelischen Kirche tätig bleiben zu können. Meiser war auch maßgeblich an der Gründung zahlreicher Institutionen beteiligt, die heute noch für die Landeskirche Bedeutung haben. So gründete er 1946 für die aus dem Kriegsdienst oder der Gefangenschaft zurückkehrenden Pfarrer ein Pastoralkolleg in Neuendettelsau und unterstützte die Gründung des Mutterhauses für kirchliche Diakonie München. 1947 wurde ebenfalls in Neuendettelsau eine kirchliche theologische Hochschule, die Augustana-Hochschule Neuendettelsau, gegründet. In Tutzing ließ Meiser ein Schloss am Starnberger See kaufen. Dort entstand die Evangelische Akademie Tutzing, die seitdem Veranstaltungen zu Themen aus Politik, Wissenschaft, Wirtschaft, Kunst und anderen gesellschaftlichen Bereichen durchführt. Für die Bevölkerung Mittelfrankens wurde eine Volkshochschule auf dem Hesselberg geschaffen, aus der später ähnliche Einrichtungen in Bad Alexandersbad und Pappenheim hervorgingen. Das katechetische Amt entstand in Heilsbronn, die Kirchenmusikschule und das Predigerseminar in Bayreuth. Auch die Einrichtung eines Industriepfarramts und eines Arbeiterseminars gingen auf Meiser zurück.
Im Stuttgarter Schuldbekenntnis vom 19. Oktober 1945 bekannten die führenden Persönlichkeiten der Bekennenden Kirche, neben Hans Meiser u. a. auch Hans Asmussen, Otto Dibelius, Gustav Heinemann, Johannes Lilje, Martin Niemöller und Theophil Wurm, ihre Mitschuld am Leid, das durch die Deutschen verursacht worden war. Eine Veröffentlichung der Erklärung war nicht vorgesehen. Tageszeitungen berichteten aber und behaupteten empört, das Schuldbekenntnis umfasse auch das Eingeständnis der deutschen Kriegsschuld. Die Stuttgarter Schulderklärung wurde durch die deutsche Öffentlichkeit weitgehend abgelehnt. Erst im März 1946 wurden die bayerischen Pfarrer über die Erklärung informiert, zusammen mit einer Erläuterung, in der Meiser klarstellte, das Bekenntnis „nimmt nicht zur Frage der politischen Kriegsschuld als solcher Stellung“ und „scheidet die Kirche nicht vom Volk, sondern nimmt Kirche und Volk solidarisch zusammen“.
Am 26. Juli 1946 sprach Meiser vor dem Exekutivkomitee des Lutherischen Weltkonvents im schwedischen Uppsala. Anwesend waren Erzbischof Erling Eidem (Schweden), der Beauftragte der lutherischen Kirchen in Genf, Sylvester C. Michelfelder (USA), Kirchenpräsident Franklin Clark Fry (USA) und mehrere skandinavische Kirchenvertreter. Dort bekannte sich Meiser zur Schuld: „Wir akzeptieren dies alles als Gottes Gericht, weil unser Volk die Juden so behandelte, wie wir es getan haben. Als unsere eigenen Kirchen brannten und zerstört wurden, haben wir uns erinnert, dass das deutsche Volk zuvor die jüdischen Synagogen in Brand gesetzt hatte. … In unserem Land waren Kräfte frei geworden, die nicht kontrolliert werden konnten, selbst nicht von denjenigen, die sie entfesselt hatten. Dämonisch waren die Mächte, die regiert haben, und wir schienen kraftlos vor ihnen. Wir konnten einfach keinen wirksamen politischen Widerstand anbieten. Sie müssen uns Glauben schenken, dass das, was wir in der Stuttgarter Schulderklärung ausgedrückt haben, aufrichtig gewesen war.“
Auf überregionaler Ebene war Meiser in seinem Amt als Landesbischof maßgeblich an der Gründung der Vereinigten Evangelisch-Lutherischen Kirche Deutschlands (VELKD) beteiligt. Auf deren ersten ordentlichen Generalsynode wurde er am 27. Januar 1949 zum Leitenden Bischof gewählt. Die Rivalitäten zwischen der VELKD und der ebenfalls neu gegründeten EKD, deren Kirchlichkeit seitens lutherischer Konfessionalisten angezweifelt wurde (sie sahen darin einen „Kirchenbund“, da sie kein gemeinsames Bekenntnis mit reformierten und unierten Christen hatten), führten zu erheblichen Verzögerungen und Konflikte bei der Entstehung der EKD.
Der Vorwurf durch Eberhard Bethge, Meiser habe am 6. April 1953 an der Enthüllung einer Gedenktafel für Dietrich Bonhoeffer in Flossenbürg nicht teilgenommen, weil es sich nicht um einen christlichen, sondern um einen politischen Märtyrer handelt, ist fragwürdig. Untersuchungen haben ergeben, dass Hans Meiser an diesem Tag in Neapel Gottesdienst in der dortigen evangelischen Gemeinde hielt. Schon 1983 war Landesbischof Hermann Dietzfelbinger an Bethge mit der Bitte um Klärung herangetreten. Bethge sah sich nicht in der Lage, seine Behauptung zu belegen.
Mit der Wahl Dietzfelbingers in Bayreuth ging Meisers strenges Kirchenregiment im Jahr 1955 zu Ende. In seinen letzten Amtsjahren erfreute er sich großer Ehrfurcht und großen Respekts. Ein Bayreuther Kreisdekan berichtete, sogar „gestandene“ Oberkirchenräte im Landeskirchenrat seien „auf Zehenspitzen“ an Meisers Amtszimmer vorbeigelaufen.

### Ruhestand (1955–1956)
Am 1. Mai 1955 trat Meiser in den Ruhestand. Sein Vorhaben, Erinnerungen zu schreiben, konnte er nicht mehr ausführen. Er verstarb am 8. Juni 1956.

## Meisers Rolle gegenüber den Judenverfolgungen des nationalsozialistischen Staates

### Meisers Haltung gegenüber jüdischen Deutschen und dem Judentum
Bereits im Jahr 1926 erschien im Nürnberger Evangelischen Gemeindeblatt ein dreiteiliger Aufsatz Meisers, der damals Direktor des Nürnberger Predigerseminars war, um – nach Ansicht der Schriftleitung – „vom Standpunkt der evangelischen Gemeinde aus im Sinn einer Klärung und Richtungsgebung grundsätzlich“ zur „Judenfrage“ Stellung zu nehmen.
Der Anlass für diesen Klärungswunsch war die beständige Hetze der Nationalsozialisten um das „Nürnberger Wochenblatt zum Kampfe für die Wahrheit“, das sich im Haupttitel Der Stürmer nannte und von Julius Streicher herausgegeben wurde (damals regional begrenzte Wirkung, Auflage ca. 2000). Der Stürmer bekämpfte neben Juden auch katholische und evangelische Judenchristen, forderte deren Ausschluss aus der Kirche, die Abschaffung des Alten Testaments und das Verbot der Taufe von Juden.
In seinem Aufsatz ließ Meiser auch eine jüdische Sicht der „Rassefrage“ ausführlich zu Wort kommen. Er griff dabei auf eine Schrift des jüdischen Deutschen Friedrich Blach über Die Juden in Deutschland zurück, die die Besonderheiten der deutsch-jüdischen Bevölkerung kritisch hervorhob und von den jüdischen Mitbürgern eine Erziehung zu strengster Eindeutschung, die bewusste Rassenmischung und schließlich, wenn nötig, auch die Taufe forderte, um dem Schicksal des „ewigen Juden“ zu entkommen. Viele der Aussagen, die heute als rassistisch und antijüdisch verstanden werden müssen, hatte Meiser aus Blachs Schrift übernommen, in der Fragen zum Deutschtum, Judentum und zur Rassenfrage debattiert werden. Meiser kam zu dem Ergebnis, dass man letztlich nur durch die Taufe den Graben zwischen Deutschtum und Judentum überwinden könne. Die Taufe sei in der Lage, „auch rassisch zu veredeln“. Er nahm damit eindeutig Stellung für die Evangelischen jüdischer Herkunft in der Kirche, die vom Stürmer und den Nationalsozialisten allgemein diffamiert und ausgegrenzt wurden. Die Quellenlage des Meiseraufsatzes wurde vor 2009 ebenso wenig beachtet wie die geschilderten Entstehungsbedingungen.
Als besonders judenfeindlich gilt folgende Formulierung im Text Meisers: „Die kulturellen und wissenschaftlichen Leistungen, die wir den Juden zu verdanken haben, sollen voll anerkannt werden … Aber das ändert nichts an der Tatsache, daß der jüdische Geist für uns etwas Wesensfremdes hat und daß sein Umsichgreifen zum allergrößten Schaden für unser Volk wäre. Es ist oft betont worden, daß der jüdische Verstand etwas Zerfressendes, Ätzendes, Auflösendes an sich hat. Er ist kritisch zersetzend, nicht kontemplativ, konstruierend, produktiv. Das ist von jüdischer Seite selbst anerkannt, wenn der Jude Abraham Geiger im Hinblick auf Börne und Heine schreibt: ‚Es ist jüdischer Geist, der in ihnen lebendig ist, der sprudelnde, zersetzende, witzige, weniger positiv aufbauende, aber Ferment hineinbringende in den stockphiliströsen, zähen, trockenen, deutschen Geist‘.“
Andererseits verzichtete Meiser aber im Gegensatz zu den Rassenantisemiten um Julius Streicher auf Maßnahmen, die auf eine rechtliche, wirtschaftliche und soziale Schlechterstellung der Juden in Deutschland zielten: „Vor allem können wir denen keine Gefolgschaft leisten, die Juden bloß um ihrer Rasse willen von vorneherein und ohne Ausnahme als minderwertige Menschen ansehen … Gott hat uns nicht zur gegenseitigen Vernichtung, sondern zum gegenseitigen Dienst und zur gegenseitigen Förderung geschaffen … Der Kampf gegen das Judentum hat unter uns solche Formen angenommen, daß alle ernsten Christen förmlich genötigt sind, sich schützend vor die Juden zu stellen. … Wir wollen ihm [dem ‚ewigen Juden‘] so begegnen, daß er, wenn Gott dereinst seinen Fluch von ihm nimmt und er zu Ruhe eingehen darf, seine Heimat da sucht, wo er die findet, die ihn in seinen Erdentagen mit Freundlichkeit gegrüßt, mit Selbstverleugnung getragen, durch hoffende Geduld gestärkt, mit wahrer Liebe erquickt, durch anhaltende Fürbitte gerettet haben.“
Diese Gegensätzlichkeiten führen bis heute zu divergierenden Interpretationen von Texten Meisers. Sie entstanden im Jahr 1926 und wurden in den Jahren zwischen 1926 und 1945 rezipiert und ausgewertet. Dabei wird deutlich, dass Meisers Text vor 1945 als Kritik am NS-Rassenantisemitismus verstanden wurde und nicht als Unterstützung der NS-Rassenpolitik galt. Bahners kommt zu dem Resümee: „In dieser Zurückweisung der Propaganda des „Stürmers“, …, lag die politische Bedeutung des Aufsatzes für das Publikum, an das er gerichtet war.“
Aufgrund dieser Empfehlung an die Christen wurde Meiser von den Nationalsozialisten heftig beschimpft und verfolgt. Der Stürmer, der inzwischen eine deutschlandweite Auflage von ca. 800.000 hatte, verwünschte im Jahr 1935 den „Judenfreund“ Meiser mit den Worten: „Und ebenso leid tut es uns, dass der Herr Landesbischof Meiser nach dem Urteil Luthers zusammen mit den Juden in die Hölle kommt.“ Ähnlich getönt sind Artikel in den Zeitschriften SA-Mann und Schwarzes Korps. Noch im Jahr 1937 wurde ihm von sächsischen Gauleiter Mutschmann Rede- und Einreiseverbot in und nach Sachsen erteilt, weil er sich mit diesen „fünf Geboten“ „auf die Seite der Staatsfeinde gestellt“ habe.

### Weitere Positionierung Meisers gegenüber deutschen Juden
Am 21. März 1934 protestiert Hans Meiser beim bayerischen Ministerpräsidenten Ludwig Siebert schriftlich gegen die Schädigung der Juden von Ansbach: „Wir wollen darauf verzichten, des näheren auszuführen, in welch krasser Weise die Aufforderung zu der gesellschaftlichen und wirtschaftlichen Schädigung der Juden den Gesetzen christlichen Handelns zuwiderläuft … Wir bitten mit allem Ernst, dahin zu wirken, dass die Verbreitung der Aufforderung unverzüglich eingestellt wird, damit nicht unabsehbarer Schaden erwachse.“
Zur Judenverfolgung schwieg er nach 1935, obwohl er von einzelnen aus der Kirche aufgefordert wurde, zur Judenfrage Stellung zu nehmen und die Verfolgung von Juden zu verurteilen. So wandte sich der ehemalige Synodalpräsident Wilhelm Freiherr von Pechmann mehrmals an Meiser, um Stellung zu beziehen, zuletzt nach den Pogromen im November 1938. Meiser war der Ansicht, dass öffentlicher Protest Juden und auch der eigenen Kirche gleichermaßen erheblichen Schaden bereiten würde und ein stiller, direkt an die Führung gerichteter Protest wirksamer war. 
Im Kern des NS-Systems, im Reichssicherheitshauptamt (RSHA), wird Meiser als „Judenfreund“ beurteilt. Auf der Tagung des Judenreferats des Sicherheitsdienst des Reichsführers SS, Amt II (Weltanschauung), 112 (Judentum), hält SS-U’Stuf. Theo Gahrmann am 1. November 1937 in Anwesenheit von Adolf Eichmann ein Referat mit dem Titel „Geistige Unterstützung des assimilatorischen Judentums in Deutschland durch Katholizismus und Bekenntnisfront.“ Dort führt Gahrmann aus: „Die judenfreundliche Einstellung des Protestantismus wird am besten charakterisiert durch die fünf Gebote, die Landesbischof Meiser im Lutherischen Jahrbuch 1935 von seinen Bekenntnischristen erwartet: ‚Als Christen sollen wir die Juden erstens mit Freundlichkeit grüßen, zweitens mit Selbstverleugnung tragen, drittens durch hoffende Geduld stärken, viertens mit wahrer Liebe erquicken, fünftens durch anhaltende Fürbitte retten.‘“
Die Bayerische Landeskirche unterstützte unter Meisers Führung als einzige der Landeskirchen das Büro Grüber und errichtete in München und Nürnberg eine Hilfsstelle für christliche Nichtarier, die Betroffenen der Nürnberger Gesetze finanziell half, ihre Flucht vorbereitete und ihnen seelsorgerisch zur Seite stand. Die Arbeit des Büro Grüber wurde mit 10.000 RM jährlich unterstützt. Es wurden nicht nur Judenchristen, sondern auch Juden betreut. Als die Gestapo 1940 das Berliner Büro Grüber schloss und die Pastoren Heinrich Grüber und Werner Sylten in ein Konzentrationslager kamen, beendete die Bayerische Landeskirche ihre Arbeit nicht, sondern half unter dem Dach der Inneren Mission weiter. Zur Flucht verholfen wurde in dieser Zeit nachweislich 61 Menschen in Nürnberg und 65 Menschen in München. Insgesamt werden also mindestens 126 Menschen vor den Nationalsozialisten in Sicherheit gebracht. Das von Meiser unterstützte Büro Grüber rettete ca. 2000 Menschen.
Der Reichsfinanzhof (RFH) hatte beschlossen und im Reichsgesetzblatt veröffentlicht, dass die Mission unter „fremdrassigen Menschen“ und die Verherrlichung des jüdischen Volkes durch das Alte Testament mit der „nationalsozialistischen Weltanschauung des Deutschen Volkes“ unvereinbar sei. Meiser protestierte in einem Schreiben an den Präsidenten des RFH, Ludwig Mirre, gegen die Rechtsprechung des Sondersenats VIa, berief sich auf die Bekenntnisfreiheit, auf die „universale Sittlichkeit“ und betonte, dass die Evangelische Kirche an der Mission unter fremden Völkern und am Alten Testament festhalten werde. Das Protestschreiben Meisers erfolgte zu einem Zeitpunkt, zu dem der NS-Staat längst alle Juden zu Staatsfeinden erklärt hatte. Dennoch finden sich in diesem Schreiben auch „Ansatzpunkte für eine Kritik am nationalsozialistischen Rassenwahn“, die allerdings auch mit „antijüdische(n) Äußerungen“ verbunden sind.
Am 12. August 1944 versandte der Landeskirchenrat auf Vermittlung von Oberkirchenrat Thomas Breit und mit der Unterschrift Meisers einen rassenanthropologischen Vortrag des Theologieprofessors Gerhard Kittel an die gesamte bayerische Pfarrerschaft. Kittel und Breit selbst schätzen diesen Vortrag im Rahmen des Entnazifizierungsverfahrens von Kittel im Jahr 1946 als Protest gegen die Abwertung des Alten Testaments durch breite Kreise des NS-Systems ein.

### Meiser und die jüdische Gemeinschaft nach 1945
Nach dem Krieg war Meiser auch in den jüdischen Gemeinden anerkannt und galt dort als sittlich unantastbare Persönlichkeit. Erhalten sind die Einladung zur Eröffnung der Münchener Synagoge am 20. Mai 1947 und ein Glückwunschschreiben des Landesoberrabbiners vom 16. Februar 1950. Darin heißt es: „Möge der Allmächtige Gott Sie der Menschheit noch lange erhalten. In einer Zeit, in der die Welt so arm ist an wirklichen Persönlichkeiten, empfindet man es als ganz besonders, wenn man einer solchen Persönlichkeit wie Ihnen begegnet. Ich hatte nun das Glück und bin dem Schicksal für diese Fügung dankbar.“ Am 21. Februar 1950 antwortet Meiser: „Ich sehe es nach wie vor als meine Aufgabe an, an der Überbrückung der Kluft zwischen den Anhängern des christlichen und des jüdischen Glaubens, die wir als das Erbe einer bösen Vergangenheit überkommen haben, nach Kräften mitzuarbeiten, und ich danke es Ihnen, dass meine diesbezüglichen Bemühungen bei Ihnen einen so starken Widerhall finden“.
Im Amtsblatt (Nr. 11 vom 11. Mai 1950) der Evangelisch-Lutherischen Kirche in Bayern veröffentlicht Hans Meiser die Erklärung der Berliner Synode von Weißensee, an der er selbst teilgenommen hat. In ihr werden alle Christen aufgefordert, sich von jedem Antisemitismus loszusagen und jüdische Friedhöfe zu schützen.

## Meisers Kirchenpolitik

### Abwehr einer Gleichschaltung der Evangelischen Kirche
Nachdem sich der Nationalsozialismus zunächst durch die Einführung des Schulgebets kirchenfreundlich gezeigt hatte, begann die NSDAP, die „Deutschen Christen“ und den von Hitler protegierten Kandidaten für das neue Amt des „Reichsbischofs“, Ludwig Müller, zu fördern. Meiser gelang es, die bayerische Landeskirche vor der förmlichen Übernahme durch die Deutschen Christen dadurch zu bewahren, dass er den Kurs der Kirche nicht allzu regierungsfeindlich bestimmte. So entzog er im Juni 1933 dem von der NS-Regierung ungeliebten Friedrich von Bodelschwingh, der von den Vertretern der Landeskirchen als Reichsbischof vorgesehen war, das Vertrauen. Ebenfalls war er bereit, bei der Gründung der Reichskirche in der Nationalsynode in Wittenberg am 27. September 1933 Müller einstimmig mitzuwählen. Obwohl viele lutherische Landeskirchen ähnliche Kompromisse eingingen, erreichten nur die ebenfalls lutherischen württembergischen und hannoverschen Landeskirchen dadurch eine vergleichbare Autonomie. Die Zusammenarbeit zwischen den Bekenntnissynoden, die in anderen Landeskirchen aus dem von bekenntnistreuen Pfarrern gegründete „Pfarrernotbund“ hervorgingen, und den lutherischen Kirchenleitungen der drei Landeskirchen, der ohnehin durch konfessionellen Argwohn belastet war, wurde durch diese Politik weiter erschwert.
Die Reichskirche versuchte 1934, den Landeskirchen die Autonomie zu entziehen. Dem begegnete die im August 1934 tagende landeskirchliche Synode mit dem einstimmigen Beschluss, dass eine Unterordnung der bayerischen Landeskirche als Befehlsempfängerin der Reichskirche (die nicht auf das lutherische Bekenntnis begründet war, sondern überkonfessionell, mit einem Schwerpunkt im unierten Preußen) nicht in Frage komme. Damit unterstützte sie Meisers Autonomie-Kurs und sprach ihm ihr volles Vertrauen aus. Zuvor war Adolf Hitler am 13. März 1934 mit den Bischöfen Meiser und Wurm zusammengekommen. Dabei hatte Meiser erklärt: „Wenn der Führer bei seinem Standpunkt verharren will, bleibt uns nichts anderes übrig, als seine allergetreueste Opposition zu werden.“ Hitler geriet in maßlose Erregung und schrie: „Was sagen Sie? Allergetreueste Opposition? Feinde des Vaterlandes, Verräter des Volkes sind Sie.“
Im September 1934 lautete die Schlagzeile der Fränkischen Tageszeitung: „Fort mit Landesbischof D.Meiser! Er ist treulos und wortbrüchig – Er handelt volksverräterisch – Er bringt die evangelische Kirche in Verruf“. Am 11. Oktober 1934 entsandte die Reichskirche den „Rechtswalter“ des Reichsbischofs, August Jäger, mit dem Auftrag nach München, die gesamte bayerische Kirchenleitung zu entlassen. Meiser, der in Rothenburg o. d. T. zu einem Bekenntnisgottesdienst gefahren war, kehrte nicht direkt (er wäre sonst sofort am Bahnhof verhaftet worden), sondern über Augsburg nach München zurück, um kurz darauf in der überfüllten Matthäuskirche in einem Bekenntnisgottesdienst aufs schärfste gegen dieses Vorgehen zu protestieren. Als Reaktion darauf wurde Meiser am kommenden Tag von der Gestapo in seiner Dienstwohnung gefangen gesetzt. In der Folge pilgerten Christen aus ganz Bayern teilweise mit Sonderzügen nach München, um dem festgesetzten Bischof ihren Beistand zu bekunden. In zahlreichen Kirchen Bayerns wurden Bitt- und Betgottesdienste abgehalten; die Altäre wurden mit schwarzen Tüchern bedeckt. Nach 14 Tagen kapitulierte die Reichskirche und ließ zu, dass die bisherige Kirchenleitung ihre Amtsgeschäfte wieder aufnahm. Bischof Wurm, dem ebenfalls ein etwa gleichzeitiger Absetzungsversuch galt, bezeichnete dies später als die „einzige innenpolitische Niederlage Hitlers“. In der Vollsitzung des Evang.-Luth.Landeskirchenrates am 13./14. Dezember 1938 sagte Meiser: „Die Kirche ist nicht frei in ihren Entscheidungen und in ihrem Handeln: Die Kirche befindet sich in einer Abwehrstellung gegenüber dem politischen Willen des Staates. Die Kirche befindet sich in der Verteidigung.“

### Spannungen zwischen Lutherrat und Bruderrat
Meiser verstärkte ab 1934 die Zusammenarbeit mit den anderen lutherischen Kirchen, vor allem in Hannover und Württemberg, was 1936 zur Gründung des Rats der Evangelisch-Lutherischen Kirchen Deutschlands (Lutherrat) führte, dessen Vorsitz zunächst der Münchner Oberkirchenrat Thomas Breit, ab Spätherbst 1938 dann Meiser selbst übernahm. Einer seiner Mitstreiter und Delegationsmitglied in diesem Gremium war Pfarrer Friedrich Wilhelm Hopf, der sich später mit Meiser überwarf.
Die Zusammenarbeit mit den bruderrätlich geführten unierten Kirchen bröckelte jedoch bald nach Meisers Haftentlassung ab. Die Installation der „Vorläufigen Kirchenleitung“ (VKL) anstelle des Reichsbruderrats bei der Synode von Augsburg, stärkte den lutherischen Einfluss in der Bekennenden Kirche, war aber auch ein Zeichen für die zunehmende Bereitschaft der Lutheraner, mit den Reichskirchenausschüssen von Hanns Kerrl zusammenzuarbeiten. Nach dem kirchlichen Notrecht der Synode von Dahlem waren diese Ausschüsse jedoch ohne kirchliche Autorität, und die Bekennende Kirche in den „zerstörten“ Kirchen weigerte sich, in diesen Gremien mit Mitgliedern der Deutschen Christen gleichberechtigt zusammenzuarbeiten.
1937 gehörte er zu denen, die Die Erklärung der 96 evangelischen Kirchenführer gegen Alfred Rosenberg wegen dessen Schrift Protestantische Rompilger unterzeichneten.
Nach der Neuwahl der Vorläufigen Kirchenleitung (VKL) schrieb diese eine kritische Denkschrift an Hitler, in der die Judenpolitik und die Angriffe auf die Gewissensfreiheit durch die nationalsozialistische Regierung kritisiert wurden. Meiser und andere lutherische Landesbischöfe aus den intakten Kirchen lehnten die Verlesung dieser Denkschrift in ihren Landeskirchen ab. Als die VKL dann vor der Münchner Konferenz 1938 eine kriegskritische Gebetsliturgie veröffentlichte, unterschrieb Meiser mit seinen lutherischen Kollegen eine Erklärung, wonach die Gebetsliturgie „von uns aus religiösen und vaterländischen Gründen missbilligt und für unsere Kirchen abgelehnt worden ist. Wir verurteilen die darin zum Ausdruck gekommene Haltung auf das schärfste und trennen uns von den für diese Kundgebung verantwortlichen Persönlichkeiten.“ 1938 ließ er die Pfarrerschaft den Eid auf Hitler ablegen, um einen Konflikt mit dem NS-Staat zu vermeiden.

### Balanceakt des heimlichen Protests
Um die Eigenständigkeit der Landeskirche zu retten, ging Meiser mit seiner „Mit dem Feind gegen den Feind“-Politik viele Kompromisse mit dem NS-Regime ein. Als der Hitlergruß auf Geheiß des Staatsministeriums für Unterricht und Kultus zu Beginn des Religionsunterrichtes in der Schule eingeführt werden musste, protestierte Meiser nicht, um die Abschaffung des Religionsunterrichts zu verhindern.
Ebenfalls legte er am 23. Februar 1940 gegen die Ermordung Behinderter Protest ein: „in sichtlicher Erregung“ wurde er bei Reichsstatthalter Franz Ritter von Epp vorstellig. Später schwieg er jedoch öffentlich zu diesem Thema, was ihm heute negativ angelastet wird. Tatsächlich wollte er jedoch die Geheimverhandlungen von Pastor von Friedrich von Bodelschwingh dem Jüngeren mit von Epp nicht gefährden. Bodelschwingh bat ihn damals: „Tut Ihr jetzt in den Gemeinden nichts in dieser Sache. Ihr gefährdet unsere Verhandlungen und Ihr gefährdet damit das Leben unserer Kranken“. So blieb der öffentliche Protest der Bayerischen Landeskirche aus.
Von 1938 bis 1945 wurden durch die von Hans Meiser eingerichteten bayerischen „Hilfsstellen zur Betreuung nicht-arischer Christen“ mindestens 126 Menschen vor den Nationalsozialisten gerettet, neuesten Forschungen zufolge 65 in München und 61 in Nürnberg.
Eugen Gerstenmaier, Mitglied der Widerstandsgruppe Kreisauer Kreis und wegen Mitwisserschaft am Hitler-Attentat am 20. Juli 1944 verhaftet, berichtet in seinen Lebenserinnerungen Streit und Frieden hat seine Zeit: „Ich bin mit Otto Dibelius der Meinung, dass es nicht Sache der Kirche sein kann und darf, den Staatsstreich zu betreiben oder Revolution zu machen. Aber er irrte sich, als er meinte, daß uns kein Mann der Kirche zugeraten habe … Zumindest die Bischöfe Theophil Wurm und Hans Meiser haben uns nachdrücklich ermutigt, die unvermeidliche Tat zu wagen.“

## Meisers Äußerungen in Zeiten der Entnazifizierung
Während der von der amerikanischen Militärregierung in Bayern, Hessen und Württemberg angeordneten Entnazifizierung kritisierten Meiser, Niemöller und Wurm den Schematismus des Vorgehens der Amerikaner scharf. Vor allem wehrte man sich gegen pauschale Verurteilungen. Die für Behörden im Rahmen der Entnazifizierung geltenden Einstufungen und Entlassungskriterien übernahmen weder Meiser, Niemöller noch Wurm trotz Aufforderung durch die Militärregierung für ihre Landeskirchen. Für die führenden Männer der Evangelischen Kirche standen der Bestand und die Autarkie der Kirchen im Vordergrund. Zudem herrschte ein großer Mangel an Pfarrern in Bayern (118 Pfarrer waren im Krieg gefallen, 59 galten als vermisst). Bei aller Kritik an der Haltung der Kirchen ist aber auch zu beachten: „Der Militärregierung hatten die Kirchenführer jedoch die politische Einsicht voraus, dass viele NSDAP-Mitglieder, spätestens gegen Kriegsende, keine überzeugten Nationalsozialisten mehr waren und im Interesse des sozialen Friedens – früher oder später – wieder integriert werden mußten.“
Aus heutiger Sicht wird insbesondere die Arbeit des von der Katholischen und der Evangelischen Kirche gemeinsam gegründeten „Komitees für kirchliche Gefangenenhilfe“ kritisch bewertet. Der Vorsitzende der katholischen Bayerischen Bischofskonferenz, Kardinal Michael von Faulhaber, der EKD-Vorsitzende Wurm, dann der Münchener Weihbischof Neuhäussler und Meiser, in deren Gebiet die für die amerikanische Zone zentrale Strafanstalt von Landsberg lag, setzten sich vor allem ein für die Milderung von Urteilen gegen Kriegsverbrecher, für die Freilassung von Internierten, gegen die Übergabe von belasteten Personen an die Sowjetunion und andere Ostblockstaaten. Sie organisierten zudem die Finanzierung der Verteidigung und die Unterstützung der notleidenden Angehörigen der Angeklagten. Das Engagement der Kirchen geschah vor der Gründung der Bundesrepublik stellvertretend für die deutsche Gesellschaft, deren führende Vertreter Theodor Heuss, Thomas Dehler und Carlo Schmid sich ebenfalls für diese Ziele einsetzten.
In einem postumen Entnazifizierungsverfahren bemühte sich Meiser, dem 1934 tödlich verunglückten NSDAP-Gauleiter Hans Schemm eine „christliche Gesinnung“ zu bestätigen. Schemm sei überzeugt gewesen, dass eine Synthese zwischen Nationalsozialismus und Christentum möglich sei. Meiser zufolge wären die politische und kirchliche Entwicklung im „Dritten Reich“ vermutlich anders verlaufen, wäre Schemms Linie auch von anderen Parteikreisen eingehalten worden.

## Ehrungen
- 1930 verlieh ihm die Theologische Fakultät der Universität Erlangen die Ehrendoktorwürde.
- 1951 verlieh ihm die Capital University in Columbus, USA, den Doctor of Divinity
- 1951 wurde ihm die Ehrenbürgerwürde der Stadt Ansbach verliehen.
- 1952 erhielt er das Große Verdienstkreuz mit Stern des Verdienstordens der Bundesrepublik Deutschland
- 1955 erhielt er das Großkreuz des Verdienstordens der Bundesrepublik Deutschland

1956, vier Tage nach Meisers Tod, kündigte der Münchener Oberbürgermeister Thomas Wimmer die Benennung einer Straße in München nach Meiser an. Am 27. März 1957 beschloss der Nürnberger Stadtrat mit 56 zu 8 Stimmen die Umbenennung eines Teils der Spitalgasse in Bischof-Meiser-Straße. Die Städte Ansbach und Pfaffenhofen an der Ilm, die Gemeinde Pullach (Bischof-Meiser-Straße) sowie die Städte Bayreuth (am 8. Juni 1956), Schwabach (jeweils Hans-Meiser-Straße) und Weiden in der Oberpfalz (Meiserstraße) haben Straßen nach Meiser benannt. In vielen bayerischen Kirchengemeinden wurden Gemeindehäuser und sonstige Gebäude nach dem Namen des Bischofs benannt, ebenso erhielt ein Gebäude der Augustana-Hochschule in Neuendettelsau, deren Gründung er als Landesbischof durchgesetzt hatte, den Namen Meiser-Haus. Im Januar 2008 beschloss der Kirchenvorstand der Münchener Carolinenkirche, ihren Gemeindesaal als „Bischof-Meiser-Saal“ zu benennen. Zuvor hatte die Evangelische Kirche in Mark Berolzheim denselben Schritt unternommen.

## Rücknahmen und Bestätigungen von Ehrungen

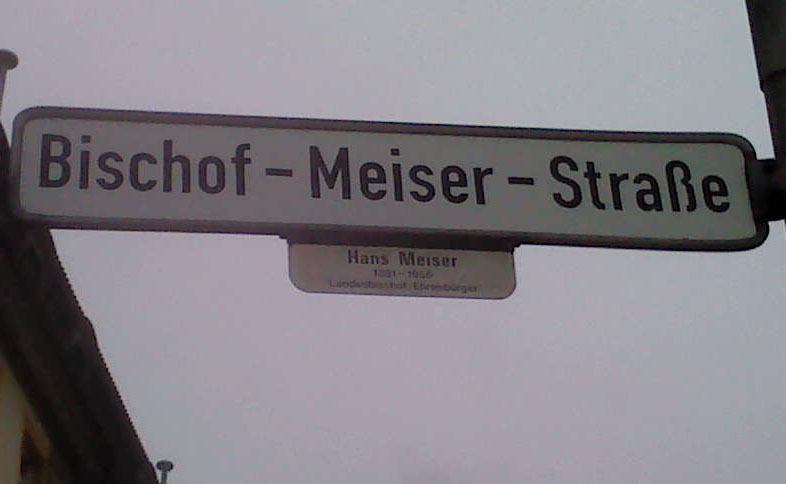
Straßenschild mit dem umstrittenen Namen in Ansbach 2012

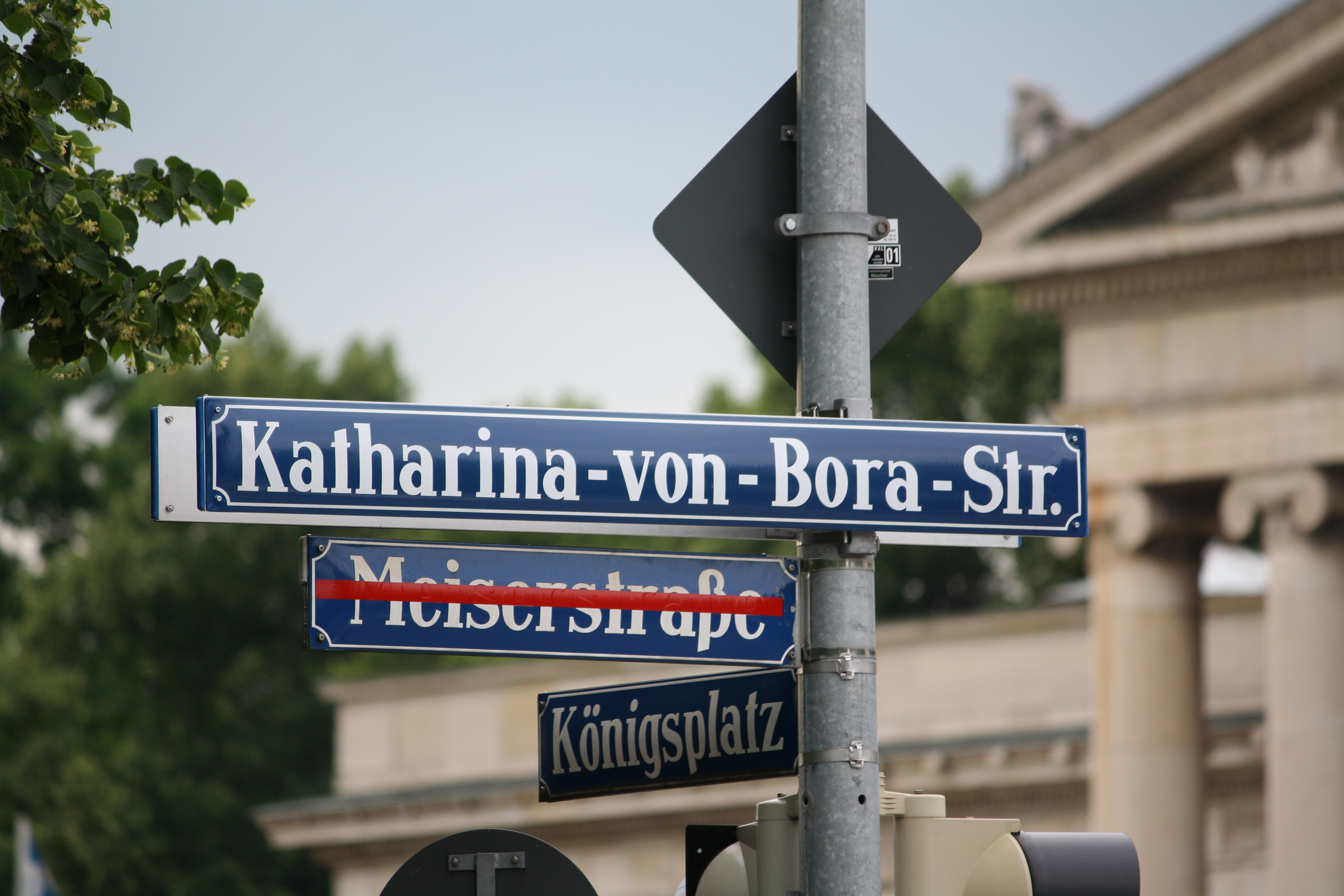
Straßenschild in München nach der Umbenennung

Die Augustana-Hochschule Neuendettelsau hat das Gebäude, das nach Meiser benannt war, im Juli 2006 abbenannt. Eine Neubenennung unterblieb vorläufig. In Ansbach wurde der Antrag auf Umbenennung der dortigen Bischof-Meiser-Straße im Dezember 2006 mit einer Mehrheit von 40 zu 8 Stimmen abgelehnt. Der Nürnberger Stadtrat hat dagegen am 24. Januar 2007 bei 4 Gegenstimmen die Aufhebung der Bischof-Meiser-Straße in Nürnberg und die Einbeziehung des betreffenden Bereiches in die Spitalgasse beschlossen. In München beschloss der Stadtrat am 18. Juli 2007 (gegen den Widerstand der Evangelisch-Lutherischen Kirche in Bayern (ELKB) und gegen die Stimmen von CSU, FDP, ÖDP und Freien Wählern), der Meiserstraße einen neuen Namen zu geben. Die Umbenennung der Straße in Katharina-von-Bora-Straße wurde aufgrund einer Klage erst im Mai 2010 vollzogen, nachdem am 2. März 2010 der Bayerische Verwaltungsgerichtshof entschieden hatte, dass die Umbenennung der Meiserstraße in München in Katharina-von-Bora-Straße zulässig sei. Der Kläger Hans-Christian Meiser hatte das Rechtsinstitut des postmortalen Ehrenschutzes geltend gemacht und behauptet, die Umbenennung stelle eine Herabwürdigung seines Großvaters dar. Das Gericht konnte dem nicht folgen und stellte fest, dass die Benennung von Straßen im bayerischen Straßen- und Wegegesetz rein ordnungspolitischen Charakter hätte und nicht dem Schutz der Ehre von namensgebenden Personen dienten. Am 12. Mai 2009 beschloss die Stadt Weiden, die dortige Meiserstraße nicht umzubenennen. Am 14. Dezember 2010 lehnte der Stadtrat der Stadt Bayreuth eine Umbenennung der dortigen Hans-Meiser-Straße mit großer Mehrheit ab. Eine erneute Abstimmung 2022 ergab eine Mehrheit (21:19 Stimmen) für die Umbenennung der Straße in „Dietrich-Bonhoeffer-Straße“. In Ansbach lehnte der Stadtrat am 29. Januar 2013 eine Umbenennung der Bischof-Meiser-Straße mit einer Zweidrittelmehrheit ab. Am 30. Januar 2024 entschied sich der Gemeinderat von Pullach mit 10:9 Stimmen für die Beibehaltung der Bischof-Meiser-Straße.

## Schriften

### Als Verfasser
- Die evangelische Gemeinde und die Judenfrage. In: Evangelisches Gemeindeblatt Nürnberg, 33, 1926, S. 394–397, 406–407, 418–419.
- Wir aber sind nicht von deren, die da weichen! (= Bekennende Kirche, Heft 22). Kaiser, München 1934.
- Rede des Herrn Landesbischofs D. Meiser auf der außerordentlichen Tagung der bayerischen Landessynode am 23. August 1934. Oldenbourg, München 1934.
- Das Wunder der Kirche. In: Schulungsblätter evangelischer Jungmannschaft, Heft 5, Eberhard, Hannover 1935 (Vortrag), 11 S.
- Wir Pfarrer heute. Ansprache bei der Fünfzigjahrfeier des Württemberger Pfarrvereins. Stuttgart 1941.
- Auf den Spuren des Apostels Paulus. Calig, München / Film- und Bildverlag Haugg, München 1965 (fünf Diaserien, jeweils mit Beiheften).
- Kirche, Kampf und Christusglaube. Anfechtungen und Antworten eines Lutheraners. Hg. von Fritz und Gertrude Meiser, Claudius-Verlag, München 1982, ISBN 3-532-62008-1.

### Als Herausgeber
- Der Lutherische Weltbund, Lund 1947: Berichte und Dokumente. Herausgegeben für das Deutsche Nationalkomitee des Lutherischen Weltbundes von Landesbischof Meiser. Evangelisches Verlagswerk, Stuttgart 1948.